# マドリード社会労働党

マドリード州のスペイン社会労働党の2021年から使用されているロゴ

マドリード州のスペイン社会労働党（スペイン語: Partido Socialista Obrero Español de la Comunidad de Madrid）は、マドリード州におけるスペイン社会労働党（PSOE）の支部組織。
2004年から2015年まではマドリード社会党（スペイン語: Partido Socialista de Madrid, PSM–PSOE）、それ以前はマドリレーニャ社会主義連合（スペイン語: Federación Socialista Madrileña）と称していた。

## 歴史
1977年2月6日、当時のマドリード社会主義協会（スペイン語: Agrupación Socialista Madrileña, ASM）が改名する形で設立された。同年5月にマドリード社会主義集合（CSM）、翌1978年5月に人民社会党のマドリード支部を吸収して勢力を拡大した。
1983年からマドリード州における第一党として12年間州政を担ったが、1995年の地方選挙で敗北してその座を去った。ラファエル・シマンカスが議長だった2003年夏には2人の議員の造反（タマヤーゾ）が起きて政権を奪還することができなかった。2004年7月18日に党名をマドリード社会党に変更、2015年に党名を再度変更して現在の名称となった。2019年の地方選挙で第一党に再び復帰したが、右派政党が連立を組んだことでまたも政権奪回を果たすことはできなかった。